# Ketosaari
Ketosaari är en ö i Finland. Den ligger i sjön Kirmusjärvi och i kommunen Lojo i den ekonomiska regionen  Helsingfors  och landskapet Nyland, i den södra delen av landet, 60 km väster om huvudstaden Helsingfors. Öns area är 6,6 hektar och dess största längd är 420 meter i sydväst-nordöstlig riktning.